# 암스텔강
암스텔강 (Amstel rivier)은 네덜란드의 강이다. 네덜란드의 수도 암스테르담의 이름은 이 강의 이름에서 유래했다.